# Mangue Seco

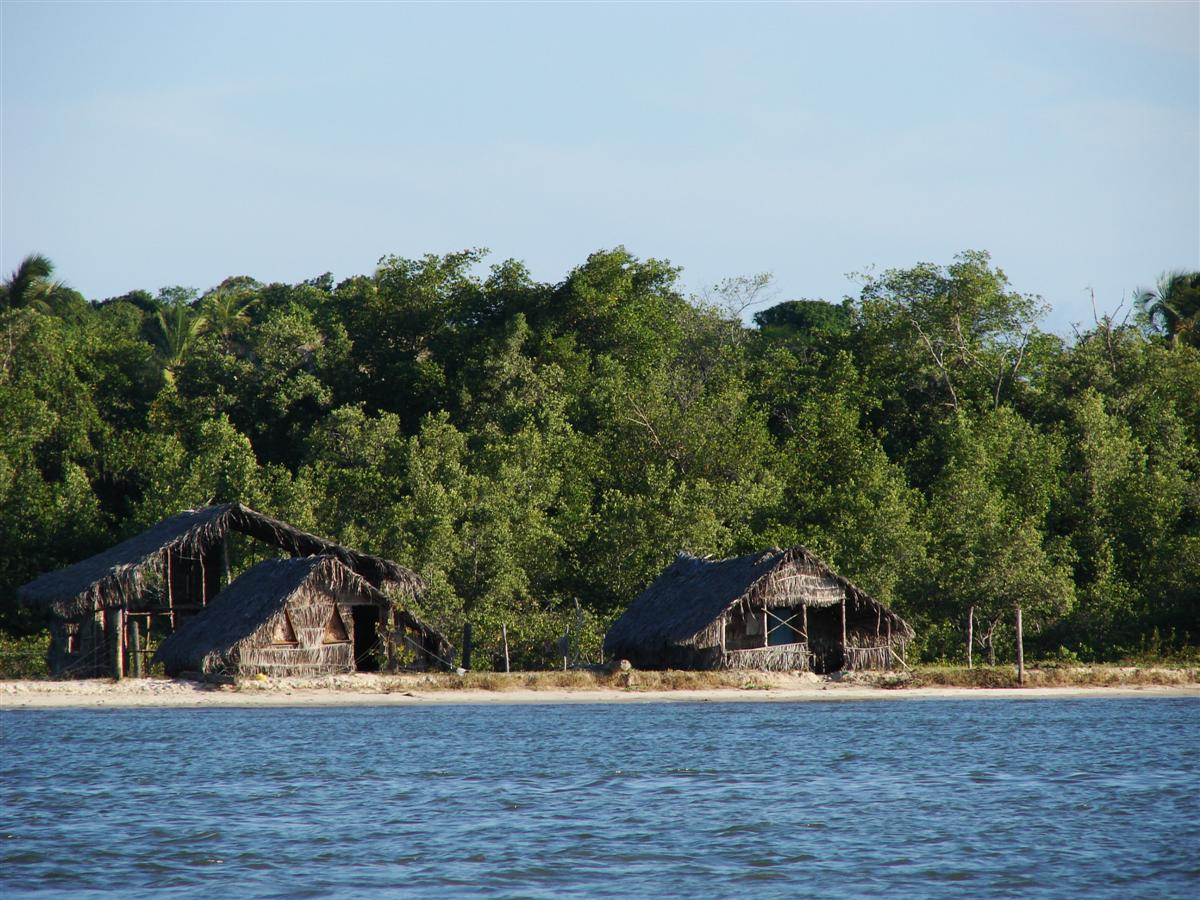
Mangue Seco.

Mangue Seco é uma pequena vila de pescadores e praia de mesmo nome em Jandaíra, município brasileiro do estado da Bahia. É a última praia no extremo norte do litoral baiano, fazendo divisa com o estado de Sergipe (a população não ultrapassa 200 habitantes). A beleza do local foi bem retratada na novela Tieta, veiculada pela Rede Globo em 1989 e inspirada no romance Tieta do Agreste, do escritor baiano Jorge Amado. Localizada às margens do rio Real, na divisa da Bahia com Sergipe, está a 250 km de Salvador através da Linha Verde em bom estado de conservação. No entanto, a forma mais prática de se chegar a Mangue Seco é via Aracaju. Com a inauguração, em 2010, da Ponte Joel Silveira, que atravessa o rio Vaza-Barris, pode-se seguir as praias via litoral Sul de Sergipe, seguindo-se a estrada até o Porto da Nangola, onde tem a ponte Gilberto Amado; no povoado do Porto do Mato, é possível travessia do rio Real para Mangue Seco.
As poucas ruas são cobertas de areia macia branca, que forma uma paisagem composta de dunas e coqueirais à beira mar. Por toda a margem, espalham-se pousadas, bares, restaurantes e casas de pescadores, criando uma boa estrutura de apoio para os turistas. 